# Białowieża (powiat nakielski)
Białowieża – wieś w Polsce położona w województwie kujawsko-pomorskim, w powiecie nakielskim, w gminie Mrocza.

## Podział administracyjny
W latach 1975–1998 miejscowość należała administracyjnie do województwa bydgoskiego.

## Demografia
Według Narodowego Spisu Powszechnego (III 2011 r.) liczyła 287 mieszkańców. Jest ósmą co do wielkości miejscowością gminy Mrocza.